# Laguna Lagunillas (Sebastián Pagador)
La laguna Lagunillas es una laguna de Bolivia, ubicada en la región del Altiplano andino, en el extremo noreste de la Cordillera de los Frailes. Administrativamente se encuentra en el municipio de Santiago de Huari de la provincia de Sebastián Pagador en el departamento de Oruro.

## Ubicación
Esta laguna sin desagüe se encuentra en la parte oriental de la árida meseta del Altiplano boliviano y está enmarcada por picos montañosos que se elevan a una altitud de más de 4.500 m s. n. m. La laguna está a una altitud de 4109 msnm y tiene una superficie de, aunque ésta está sujeta a fluctuaciones en función de las precipitaciones y la estación. El lago tiene un alto contenido de sal debido a la falta de drenaje.

## Geografía
Debido a su ubicación interior, el clima es fresco y seco y se caracteriza por un clima diurno típico, en el que las fluctuaciones de temperatura media entre el día y la noche suelen ser significativamente mayores que las fluctuaciones de temperatura estacionales.
La temperatura media anual en la región es de 4 °C y fluctúa entre 0 °C en junio y julio y 6 °C de noviembre a enero. La precipitación anual es de sólo 350 mm, con una estación seca pronunciada de abril a octubre con precipitaciones mensuales inferiores a 15 mm, y precipitaciones significativas sólo de diciembre a marzo con 60 a 80 mm de precipitación mensual.

## Población cercana
La llanura alrededor de la laguna Lagunillas tiene sólo viviendas menores. El pueblo más grande es Lagunillas con 576 habitantes (censo de 2012), y otros pueblos pequeños son Quihuori, Puncuni, Jankhara y Paculla. El río Pampa Rancho, el tramo superior del río Pilcomayo, fluye a través del valle al sur de Laguna Lagunillas.